# À fond la vie
 (novembre 2018).
À fond la vie (ou AFLV) est une association française partenaire de APF France handicap, créée en 1987 et qui a pour but de conduire ou soutenir toute activité d'intérêt général à caractère social en faveur de la solidarité, de l'insertion et de l'épanouissement des personnes en situation de handicap, de dépendance ou d'exclusion,. L'association prend également en charge l'organisation de séjours de vacances APF,.

## Séjours A fond la vie
Les séjours AFLV se démarquent des autres séjours APF par un rythme soutenu d'activités et par la volonté de rendre adaptées des activités qui ne le seraient pas nécessairement. Les séjours sont en général encadrés par de jeunes bénévoles (18-35 ans) pour des séjours de 10 à 12 jours encadrant 8 à 16 personnes en situation de handicap,.
Le succès de cette dynamique a permis à l'association de prendre désormais en charge près de 10 % des séjours APF.
En 2017, au moment des 30 ans de l'association, AFLV comptabilisait 2 000 personnes en situation de handicap et 4 000 personnes valides ayant participé à un ou plusieurs séjours.

## Histoire
(mars 2020).
En 1933, André Trannoy alors âgé de 25 ans et atteint de poliomyélite depuis ses 18 ans fonde avec Jacques Dubuisson, Jeanne Henry et Clothilde Lamborot (tous trois souffrant de la même pathologie) l’Association des paralysés de France. L'association sera renommée simplement APF en 2004 puis APF France handicap en 2018.
Reconnue d'utilité publique, APF France handicap est aujourd'hui la principale association en France de défense des droits des personnes handicapées et de leurs familles. Elle rassemble 93 000 acteurs, soit 22 300 adhérents, 30 000 bénévoles et plus de 14 000 salariés. Depuis sa création, l'APF organise chaque été jusqu'à 100 séjours de vacances pour personnes en situation de handicap.
En 1987, deux jeunes prennent la direction d'un de ces séjours à Loches, et inaugurent la formule du « binôme directeur ». Ayant recruté à leurs côtés un nombre important de leurs proches (tous bénévoles et sans expérience), ils constituent une équipe atypique d’accompagnateurs. Afin de financer plusieurs véhicules supplémentaires et multiplier les sorties et activités peu ou pas adaptés, de prime abord, à des personnes en fauteuil roulant (baignade, char à voile, match de foot, soirée en discothèque, équitation, parapente, baptême de l'air), ils gonflent leur budget initial grâce à des ventes et collectes de dons diverses. Le succès du séjour initie la formule A fond la vie.
En juillet 2012, A fond la vie s’associe à l’association Aux captifs, la libération pour proposer des séjours de vacances à des personnes vivant dans la rue ou de la rue,. 
En juillet 2015, A fond la vie participe à une levée de fonds avec l'International Rezé football.
Le 9 juin 2017, A fond la vie participe à la Nuit du handicap aux côtés d'autres associations afin de sensibiliser aux difficultés rencontrées par les personnes en situation de handicap.
En septembre 2018, Philippe Aubert, écrivain et conférencier sur le thème du handicap,, intègre le bureau de l'association.

## Organisation
L'association est domiciliée à Paris. Depuis Novembre 2021, Mathieu Dhuicque en est le président, Précédemment, la présidence de l'association a été confiée à :
- Elisabeth de Beaurepaire de 2018 à 2021
- Marie Courel de 2015 à 2018

Créée en 1987 en région parisienne, son but déclaré est « de rendre accessibles des vacances, moments de détente et sport-nature aux personnes à mobilité réduite dans toute la France ».
L'association est inscrite au répertoire national des associations sous le numéro W923005398.